# Hof zum Gutenberg

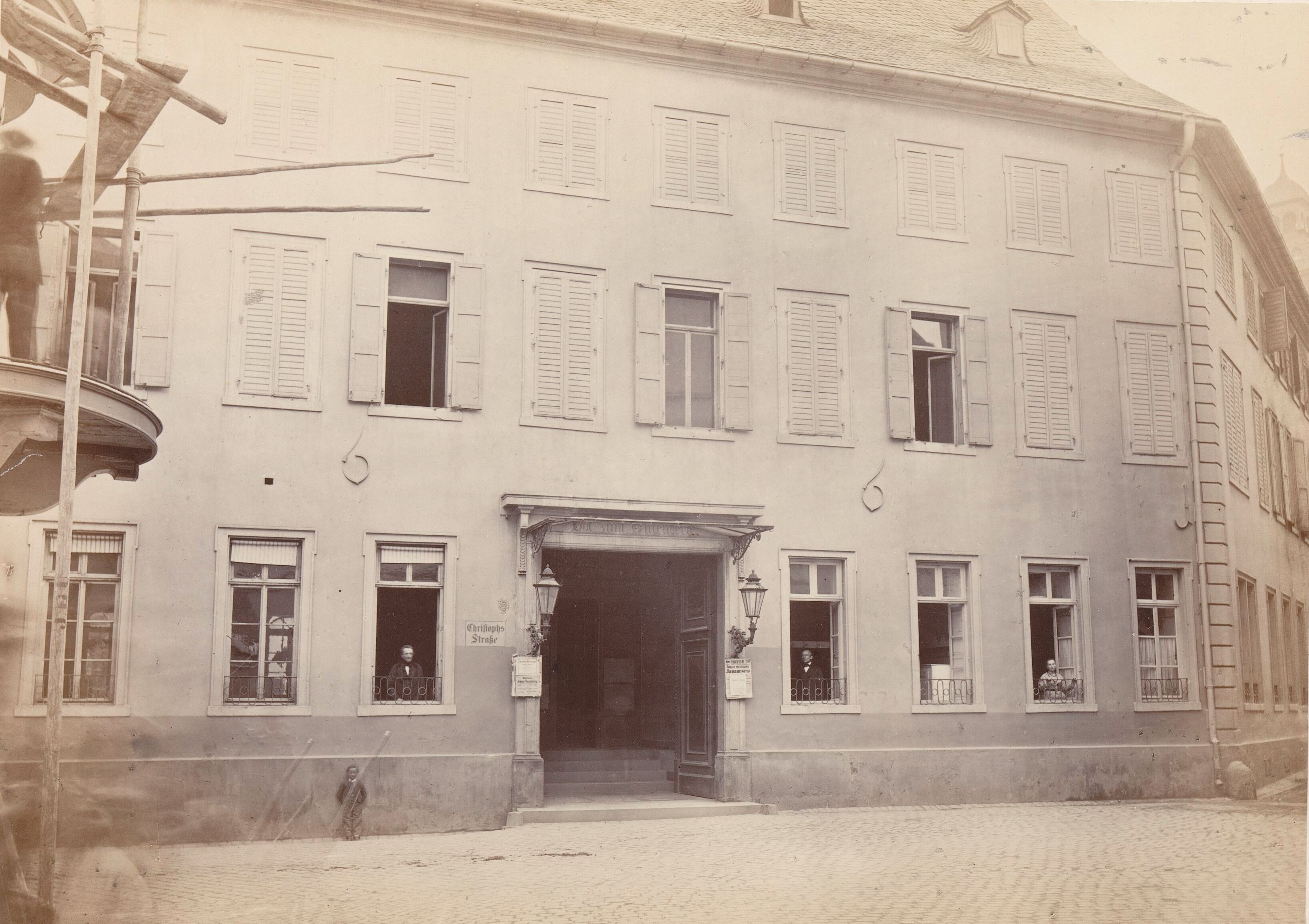
Hof zum Gutenberg von Nordwesten (um 1870)

Der  Hof zum Gutenberg  wurde im späten Mittelalter in der 2. Hälfte des 14. Jahrhunderts als ein repräsentatives Wohngebäude in der Mainzer Altstadt und in direkter Nachbarschaft zu St. Christoph erbaut. Da der Hof zu Anfang des 14. Jahrhunderts in den Besitz der Mainzer Patrizierfamilie „zum Gensfleisch“ überging, war er höchstwahrscheinlich das Geburtshaus von Johannes Gutenberg, der dort aufwuchs. Der Hof zum Gutenberg war später eine Burse der neugegründeten Universität zu Mainz. 1631 wurde er von den Schweden zerstört.
1661 wurde an gleicher Stelle ein neuer Hof mit gleichem Namen aufgebaut. Der neue Hof zum Gutenberg beherbergte im 19. Jahrhundert unter anderem auch die Mainzer Casino-Gesellschaft, der ihn luxuriös ausstatten ließ. 1894 brannte der Hof zum Gutenberg komplett nieder. Auf dem Grundstück stehen heute Häuser, die in den 1950er und 1960er Jahren gebaut wurden. Eine Gedenktafel weist auf die früheren Gebäude hin.

## Lage
Der Hof zum Gutenberg war in der Altstadt von Mainz an der heutigen Schusterstraße, Ecke Christophsstraße gelegen. Ganz in der Nähe, nur rund 50 Meter entfernt, steht die Ruine der Kirche St. Christoph, in der Gutenberg getauft wurde. Er wohnte später unmittelbar neben der Kirche im Algesheimer Hof, wo er auch starb.

## Geschichte

### Erster Hof zum Gutenberg

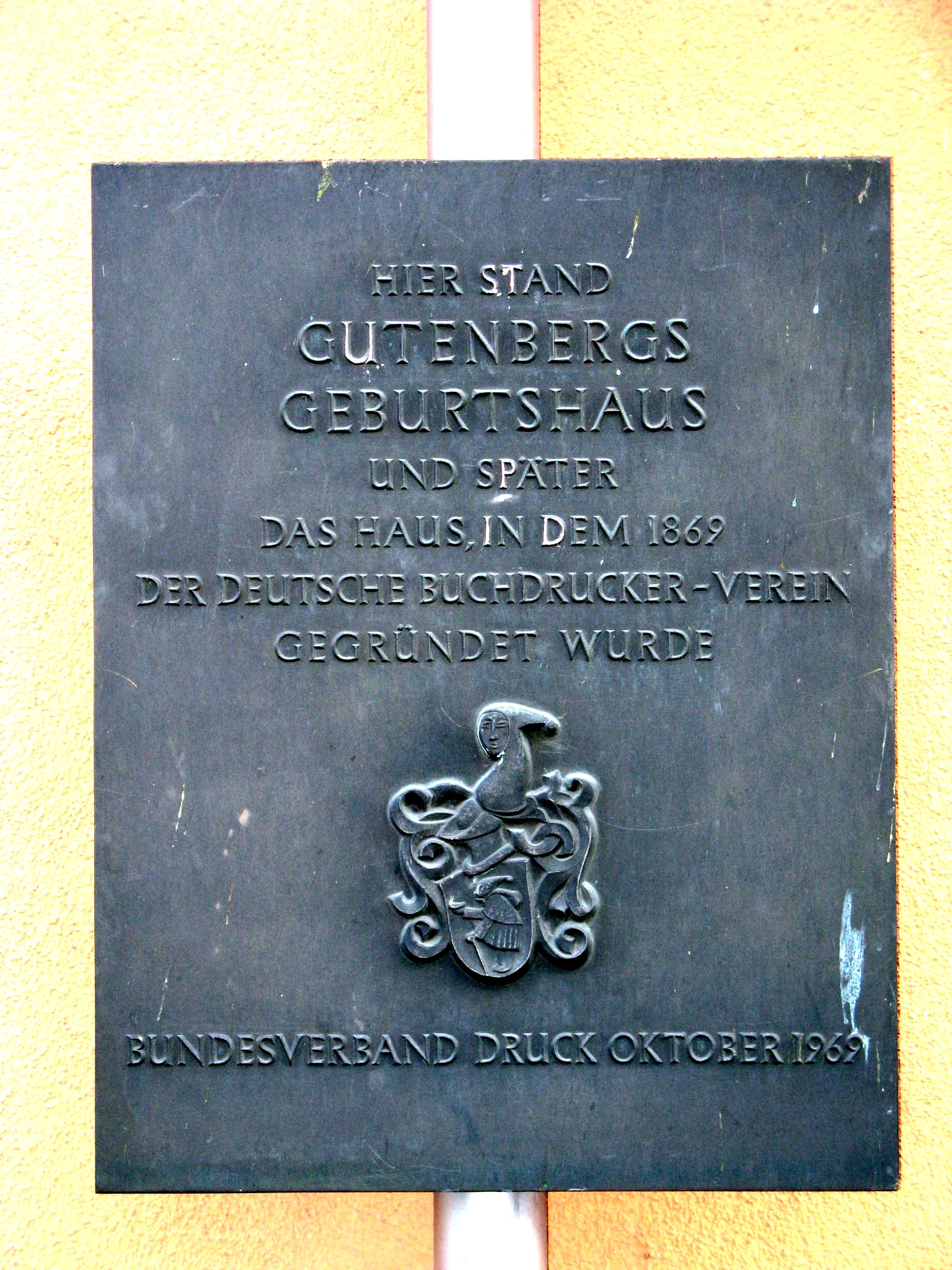
Gedenktafel

Überliefert ist, dass der Hof zum Gutenberg zum so genannten „Judenerbe“ zählte. Dieser Begriff bezeichnete das nach dem letzten schweren Pogrom am 28. August 1349 hinterlassene Eigentum der ehemaligen jüdischen Gemeinde, das nun der Stadtrat verwaltete. Dazu gehörten auch die Grundstücke des teilweise abgebrannten Judenviertels. Eines dieser Grundstücke wurde von Mainzer Bürgern erworben und dort der Hof zum Gutenberg erbaut. Wahrscheinlich handelte es sich hier um Mitglieder des Mainzer Patriziergeschlechts Zum Jungen.
1391 wird ein Hof zum Gudenberg erstmals erwähnt, als zumindest ein Teil des Hofes in den Besitz der Familie Gensfleisch überging. Die Brüder Henne und Heinrich zum Jungen, weitläufige Verwandte der Gensfleisch, überschrieben um das Jahr 1400 ihren Besitz am Hof nach Verhandlungen und Gerichtsverfahren schließlich Friele Gensfleisch zur Laden, dessen Familienangehörige sich ab den 1420er Jahren nach dem nun vollständig in ihrem Besitz befindlichen Hof den Zunamen „zum Gutenberg“ hinzufügten. Sein Sohn Johann Gensfleisch zur Laden, genannt Gutenberg, wurde dort sehr wahrscheinlich um 1400 geboren und verbrachte dort teilweise seine Kindheit. 1455 kehrte er nach einem verlorenen Rechtsstreit zurück in sein Vaterhaus und betrieb dort möglicherweise eine eigene Druckereiwerkstatt.
Nach der Mainzer Stiftsfehde 1462 enteignete der neue Mainzer Erzbischof, Adolf II. von Nassau zahlreiche Mainzer Patrizierfamilien, die auf Seiten seines Widersachers, Diether von Isenburg, gestanden hatten. Auch die Familie Gensfleisch mitsamt des Familienzweiges der „Zur Laden genannt Gutenberg“  war betroffen. Der Hof zum Gutenberg ging später in den Besitz der 1477 gegründeten Mainzer Universität über und wurde der juristischen Fakultät zugewiesen. Der Mainzer Universitätsprofessor Ivo Wittig ließ 1504 im Hof zum Gutenberg einen Gedenkstein errichten, der die lateinische Inschrift trug: „Dem Mainzer Johannes Gutenberg, der als erster von allen die Buchdruckerkunst erfand und sich mit dieser Kunst um die ganze Welt verdient gemacht hat, setzte im Jahre 1504 Ivo Wittig diesen Stein als Denkmal“.
Ende 1631 besetzten die Schweden im Rahmen des Dreißigjährigen Kriegs Mainz. Der Hof zum Gutenberg wurde von ihnen beschlagnahmt und noch vor ihrem Abzug Anfang 1636 zerstört. Das Grundstück ging 1658 im Rahmen des Wiederaufbaus der teilweise zerstörten Stadt an den Kanzler des Mainzer Kurfürsten Johann Philipp von Schönborn, Sebastian Wilhelm Mehl. Die juristische Fakultät, bis dahin noch Besitzerin des Grundstücks, konnte das zerstörte Gebäude mit eigenen Mitteln nicht mehr neu errichten und wurde mit 500 Gulden abgefunden.

### Zweiter Hof zum Gutenberg
1661 wurde ein Nachfolgebau in barocker Bauweise errichtet, der den alten Namen Hof zum Gutenberg übernahm. Das Gebäude wechselte in den nächsten 150 Jahren mehrfach den Besitzer und war um 1800 ein luxuriös eingerichtetes Kaffee- und Ballhaus.
1808 erwarb eine Gesellschaft vermögenden Mainzer Kaufleute unter der Führung von Christian Lauteren den Hof zum Gutenberg. Dies war zugleich auch der Beginn der Casino-Gesellschaft. Dies war ein elitärer Zusammenschluss von 50 Männern, die meistens aus dem vermögenden Bildungsbürgertum stammten und deren Wurzeln bereits 1786 in der Mainzer Gelehrten Lesegesellschaft zu finden sind. 1823 wuchs die Mitgliederzahl der Casino-Gesellschaft stark an und man kaufte einen Teil des benachbarten Kirchhofs von St. Christoph an. Auf dem neuerworbenen Grundstück wurde ein neuer Gebäudeflügel angebaut. Am 1. Oktober 1824 ging der Hof zum Gutenberg in den Besitz der Casino-Gesellschaft über. 
1828 kam es zu einem Zusammenschluss der Lesegesellschaft mit der Casino-Gesellschaft. Letzter war eher für Bälle, Konzerte und andere Aktivitäten des biedermeierzeitlichen Kulturlebens zuständig. Trotzdem soll es nach zeitgenössischen Schilderungen noch 1844 ein Lese-Cabinet im „Casino im Hofe zum Gutenberg“ gegeben haben. Hier wurden noch um die 60 Zeitungen und Zeitschriften in deutscher, französischer und englischer Sprache vorgehalten und weiterhin belletristische Neuerscheinungen angeschafft. Für die nächsten fast 90 Jahren war der Hof zum Gutenberg das Zentrum der Aktivitäten der Casino-Gesellschaft und sowohl intellektueller wie auch festlicher Mittelpunkt der Mainzer Geld-Aristokratie.
Am frühen Morgen des 6. Januars 1894 brach ein Feuer im Casinobereich des Hauses aus. Eingefrorene Hydranten und eine sehr schnelle Verbreitung des Feuers behinderten die Arbeit der Feuerwehr und der Hof zum Gutenberg brannte bis auf die Grundmauern nieder.

### Nachfolgende Bebauung
Die nachfolgende Bebauung wurde im Zweiten Weltkrieg zerstört. Heute stehen an der Stelle Häuser aus den 1950er und 1960er Jahren.
1969 ließ der Bundesverband Druck eine Gedenktafel an einem der Gebäude anbringen. Sie erinnert daran, dass hier einst das Geburtshaus von Johannes Gutenberg stand und später das Haus, in dem 1869 der Deutsche Buchdrucker-Verein gegründet wurde.